# 杰里·布罗顿
杰里·布罗顿（英語：Jerry Brotton）是一位英国历史学家，主要研究文艺复兴时期。

## 生平
出生于英国，担任伦敦大学玛丽王后学院文艺复兴研究中心教授。2011年曾作为策展人参加威尼斯双年展。2019年在牛津大学博德利图书馆作为联合策展人参展。
曾经为BBC广播三台、BBC广播四台和英国广播公司国际频道制作和录制节目，包括莎士比亚、聚集区和黄金国等题材。

## 著作
- 《文艺复兴简史》，外语教学与研究出版社，2015年9月，ISBN 9787513564984
- 《十二幅地图中的世界史》，浙江人民出版社，2016年6月，ISBN 9787213073311
- 《女王与苏丹》，民主与建设出版社，2019年8月，ISBN 9787513925150